# Alwin Fürle
Alwin Fürle (* 1939 in Lüben, Schlesien) ist ein deutscher Mediziner.

## Werdegang
Fürle kam 1965 als Arzt an das Fachkrankenhaus für Neurologie und Psychiatrie in Bernburg. Dort wurde er später Chefarzt. 2004 trat er in den Ruhestand. Zugleich war er seit 1993 Mitglied im Psychiatrieausschuss des Landes Sachsen-Anhalt und bis 2009 einige Jahre sein Vorsitzender.
Seit Ende der 1960er Jahre ist er Mitglied des Gemeindekirchenrates der Schlossgemeinde St. Ägidien in Bernburg. 1982 wurde er in die anhaltische Landessynode und 1985 in die anhaltische Kirchenleitung gewählt. Er war 1990 Vizepräses der letzten Synode des Bundes der Evangelischen Kirchen in der DDR und ab 1991 Mitglied des Präsidiums der Synode der EKD. Von 1994 bis April 2012 war er Präses der Landessynode der Evangelischen Landeskirche Anhalt.

## Ehrungen
- 2012: Verdienstkreuz am Bande der Bundesrepublik Deutschland